# Зарубин, Николай Павлович
Николай Павлович Зарубин (1845, Кострома — 12 [25] января 1909, Уфа) — управляющий Уфимской казенной палатой в 1890—1909 годах, отец филолога и литературоведа Николая Николаевича Зарубина, сын изобретателя Павла Алексеевича Зарубина.

## Биография
Родился в 1845 году в Костроме в мещанской семье. Отец Павел Алексеевич Зарубин (1816—1886) — землемер, механик-самоучка, изобретатель.
Николай Павлович окончил школу межевых топографов в 1862 году.
После школы поступил младшим землемерным помощником в Межевую канцелярию в 1862—1865 годах, служил уездным землемером в Суражском, потом Невельском уездах в 1865—1872 годах, чиновником особых поручений при витебском губернаторе Я. П. Ростовцевым, выполнял разовые и чрезвычайные задания в 1872—1875 годах.
Служба в Витебской казённой палате, начальником 2-го отделения в 1885—1889 годах в Витебской казённой палате, управляющим Уфимской казенной палатой в 22.12.1889—1909 годах.
Являлся казначеем Уфимского губернского комитета попечительства о народной трезвости с 1903 года, действительным членом Уфимского губернского музея, членом местного управления Красного Креста и Общества спасания на водах.
12 января 1909 года «в 11¼ часа дня» скончался. Отпевание прошло 14 января в Александро-Невской церкви. Похоронен при градо-Уфимской Преображенской церкви на Сергиевском кладбище.
Семья
Семья Зарубиных покинула Уфу, усадьба на Приютской улице продана Курчееву в 1909 году.
Супруга — Елизавета Ивановна Зарубина (венчание было в Витебске).
Старший сын Александр (род. 7.04.1881, Витебск—1920, Ростов-на-Дону) — гласный Киевской городской думы, член Украинской центральной Рады, Малой Рады, комиссар, начальник Киевского почтово-телеграфного округа, генеральный секретарь почт и телеграфа, генеральный контролёр Украинской народной республики.
Средний сын Пётр (род. 7.02.1884, Витебск) — преподаватель коммерческого училища и гимназии А. А. Варвариной в Витебской губернии, гласный Витебской городской думы до 1912 года.
Младший сын Николай Николаевич Зарубин (18.07.1893, Уфа—01.03.1942, Ленинград) — известный филолог и литературовед.

## Награды и чины
За свои достижения был неоднократно отмечен:
- 1862 — на службе в классном чине[5];
- 1896 — действительный тайный советник;
- 13.04.1908 — тайный советник.